# 罗中旭
罗中旭（1969年3月1日—），汉族，中国歌手，1995年代表中国参加罗马尼亚第8届金鹿杯国际流行音乐节最后获得冠军而出道。

## 主要经历
- 1969年 出生于上海市徐汇区一个普通家庭
- 1989年 因谭咏麟等港台音乐影响而投身此行业，并加入上海广播电视乐团担任独唱演员
- 1990年 参加上海电视台“华东六省市”电视歌手大赛获得银奖
- 1991年 作为中国唯一特邀歌手参加日本歌星“仓桥露伊子”的演唱会
- 1992年 录制“东亚运动会”主题歌曲
- 1993年 参加第一届东亚运动会开幕式及闭幕式演出
- 1994年 主演电视剧《城市歌谣》，参加第18届日本长崎歌谣节
- 1995年 代表中国参加罗马尼亚第8届金鹿杯国际流行音乐节最后获得冠军，同年参加第2届中日歌会
- 1996年 发行专辑《爱在你身边》，并获得东方风云榜十大金曲、最受欢迎男歌手奖
- 1997年 参加中央电视台各种庆回归的演出活动
- 1998年 发行第二张专辑《为你自豪》，并参加中央电视台'98春节联欢晚会
- 1999年 发行EP专辑《想回到你身边》及第三张个人专辑《为爱存在》
- 2000年 参加中央电视台奥运晚会的录制《你是我心中的星》
- 2001年 参加第21届世界大学生运动会闭幕式
- 2002年 参加上海国际电影节开幕式、第三届中国金鹰电视艺术节闭幕式
- 2003年 发行新专辑《刺》
- 2004年 参加第六届中国青岛海洋节开幕式、F1世界锦标赛中国大奖赛开幕式、中国第七届大学生运动会开幕式
- 2005年 参加中国明星足球队“王者风范杯大型演唱会
- 2006年 参加“韩国KBS电视台”新年盛会、东方卫视《舞林大会》
- 2007年 发行专辑《自己主宰》，参加东方卫视《明星大练冰》，中日韩“三国演艺”群星演唱会
- 2008年 发行ep专辑《让爱靠近》，参加2008年北京奥运会倒计时100天文艺晚会
- 2009年 担任快乐女生杭州赛区评委[1]，参加东方卫视《2009华人群星新春大联欢》、 CCTV-4同乐五洲《2009第11届吉尼斯大世界颁奖礼》
- 2010年 参加两岸四地高校世博辩论大赛启动仪式
- 2011年 参加第二届“丝路明珠”中国喀什葛尔国际旅游文化节开幕式
- 2012年 参加环球旅游音乐榜2011年度颁奖盛典
- 2013年 参加安徽卫视《我为歌狂》
- 2014年 担任四川卫视《中国正能量》嘉宾并演唱主题曲《幸福宣言》
- 2015年 年初以歌手的身份参加CCTV-3《中国好歌曲》第二季比赛，备受关注和争议[2][3]

## 春晚情缘
罗中旭出道至今，登上中央电视台春节联欢晚会共3次
- 第一次，1996年春晚，与梅华合唱《诉衷情》；
- 第二次，1998年春晚，与林依轮、景岗山合唱《青春本色》；
- 第三次，2006年春晚，与眉佳合唱《迎春和谐歌》

## 音乐作品

### 专辑/EP
| 专辑数量 | 专辑名称     | 专辑类型 | 发行公司 | 发行日期   | 专辑曲目 |
| -------- | ------------ | -------- | -------- | ---------- | --- |
| 第一张   | 《星光灿烂》 | 专辑     | 星工场   | 1996-1-1   | 曲目 1. 爱在你身边 2. 憧憬 3. 失眠的夜 4. 记忆中的水彩画 5. 把爱送给你 6. 那时我们还不懂 7. 起风的黄昏 8. 温柔情人 9. 真心实意 10. 星光灿烂          |
| 第二张   | 《为你自豪》 | 专辑     | 星工场   | 1998-1-1   | 曲目 1. 游游荡荡 2. 为你自豪 3. 谁都看得出我比他更爱你 4. 动了离年 5. 成全 6. 相信自己 7. 遗憾 8. 爱情侧写 9. 突然心跳 10. 今夜带我飞翔              |
| 第三张   | 《为爱存在》 | 专辑     | 星工厂   | 1999-09-01 | 曲目 1. 为你存在 2. 圈套 3. 回到你身边 4. 你很特别 5. 我要你比谁都快乐 6. 因为有你 7. 我会在这里 8. 为你回来 9. 完美世界 10. 不改初衷 11. 那一定是我 |
| 第四张   | 《刺》       | 专辑     | 天中文化 | 2003-11-28 | 曲目 1. 刺 2. 本色 3. 睡 4. 叶子 5. 你可以不懂 6. 你醒来 我醒来 7. 秋天，咖啡店 8. 是时候 9. Let it be,let it go 10. I can't believe                 |
| 第五张   | 《自己主宰》 | 专辑     | 乐海盛世 | 2007-07-03 | 曲目 1. 唱假声的男人 2. 自己主宰 3. 爱了，恨了 4. yes i do 5. 简简单单 6. 海岸线 7. 明月时 8. 只是很想你 9. 永远的玫瑰 10. 生命的意义                |
| 第六张   | 《让爱靠近》 | EP       | 乐海盛世 | 2008-07-09 | 曲目 1. 让爱靠近 2. 世界之巅 3. 献出真爱 |
| 第七张   | 《见与不见》 | EP       | 雅典音乐 | 2011-02-22 | 曲目 1. 见与不见 2. 爱了 3. 永远 |
| 第八张   | 《觉醒幸福》 | EP       | 雅典音乐 | 2012-09-10 | 曲目 1. 幸福觉醒 2. 想念 3. 看见爱 |

### 发行单曲
未收录在其专辑里的单曲
| 发行年份 | 歌曲名稱                     | 所屬專輯、备注                                   |
| -------- | ---------------------------- | ------------------------------------------------ |
| 1995     | 《节日》                     | 中央电视台“东方时空——音乐电视”插曲               |
| 1999     | 《只求这一回》               | 电视剧《永不瞑目》片头曲                         |
| 2000     | 《无法回头》                 | 电视剧《罪证》片尾曲                             |
| 2002     | 《随风的方向》               | 动画片《白鸽岛》主题曲                           |
| 2004     | 《只要有你》                 | 2004年中国十佳劳伦期冠军奖颁奖典礼主题曲         |
| 2007     | 《一座来了就不想离开的城市》 | CCTV2《倾国倾城》栏目主题曲                      |
| 2008     | 《祝福》（VS张志林）         | 《生命之光——抗震救灾爱心特别节目》主题曲         |
| 2009     | 《九九关爱》                 | 上海市“老有所为·孝亲敬老”双十佳典礼主题曲        |
| 2009     | 《渔家傲·忆端午》            | “中华诵”2009经典诵读晚会主题曲                   |
| 2009     | 《共同的节日》（VS韩雪）     | 上海旅游节主题曲                                 |
| 2009     | 《世界之巅》（VS简美妍）     | 2009第11届吉尼斯大世界颁奖礼主题曲               |
| 2010     | 《蓝天下的至爱》（VS巫慧敏） | “慈善·世博·和谐”蓝天下的至爱——2010大型慈善主题曲 |
| 2010     | 《我的家乡》                 | CCTV-4《中华情·悠悠思乡情》主题曲                |
| 2010     | 《世界在这里相聚》           | 上海市第十四届运动会开幕式主题曲                 |
| 2010     | 《欢聚在这里》（VS朱桦）     | 创想青春——2010两岸四地高校世博辩论大赛主题曲     |
| 2010     | 《夜殇》（VS陈明真）         | 纪念霍元甲逝世100周年电视晚会主题曲              |
| 2010     | 《游子身上衣》               | “放飞美丽”2010中国（吴兴）童装文化节开幕式主题曲 |
| 2011     | 《风云再起》                 | 《2010年度风云浙商颁奖典礼》主题曲               |
| 2014     | 《幸福宣言》                 | 四川卫视《中国正能量》栏目主题曲                 |
| 2015     | 《恋人》                     |                                                  |